# Santuario della Madonna della Pioggia
Il santuario della Madonna della Pioggia è un edificio di culto cattolico situato in via Riva di Reno a Bologna

## Storia
La chiesa trae origine dall'oratorio di San Bartolomeo di Reno, detto anche della Madonna del Serraglio poiché situato vicino ad una delle porte della cinta muraria duecentesca. Questo tempietto, costruito nel 1204, era situato dentro un complesso destinato ad ospitare i pellegrini e, dal 1330, i poveri. Nella seconda metà del XIV secolo, durante i lavori di smantellamento di alcune case vicine per lo scavo del canale di Reno, emerse dalle macerie un'immagine della Madonna con Bambino che venne collocata all'interno dell'oratorio. Quest'effige fu portata in processione nel 1561, quando una dura siccità colpì il contado bolognese. Pochi giorni dopo iniziò a piovere abbondantemente e l'immagine iniziò ad essere conosciuta come la Madonna della Pioggia.
L'11 agosto 1558 il nuovo oratorio venne consacrato dal vescovo Giovanni Campeggi. Nel 1729, durante una funzione religiosa, parte del soffitto crollò sulla folla sottostante. Non si contarono né morti, né feriti e si attribuì tale esito positivo ad un miracolo. La chiesa fu ricostruita tre anni più tardi su progetto dell'architetto Alfonso Torreggiani e fu consacrata sia a San Bartolomeo che alla Madonna della Pioggia.
Tra il 1929 ed il 1931 gli interni della chiesa furono interessati da una serie di interventi che apportarono le attuali decorazioni. Fu restaurata anche nel secondo dopoguerra in seguito ad alcuni danneggiamenti occorsi durante i bombardamenti.

## Descrizione

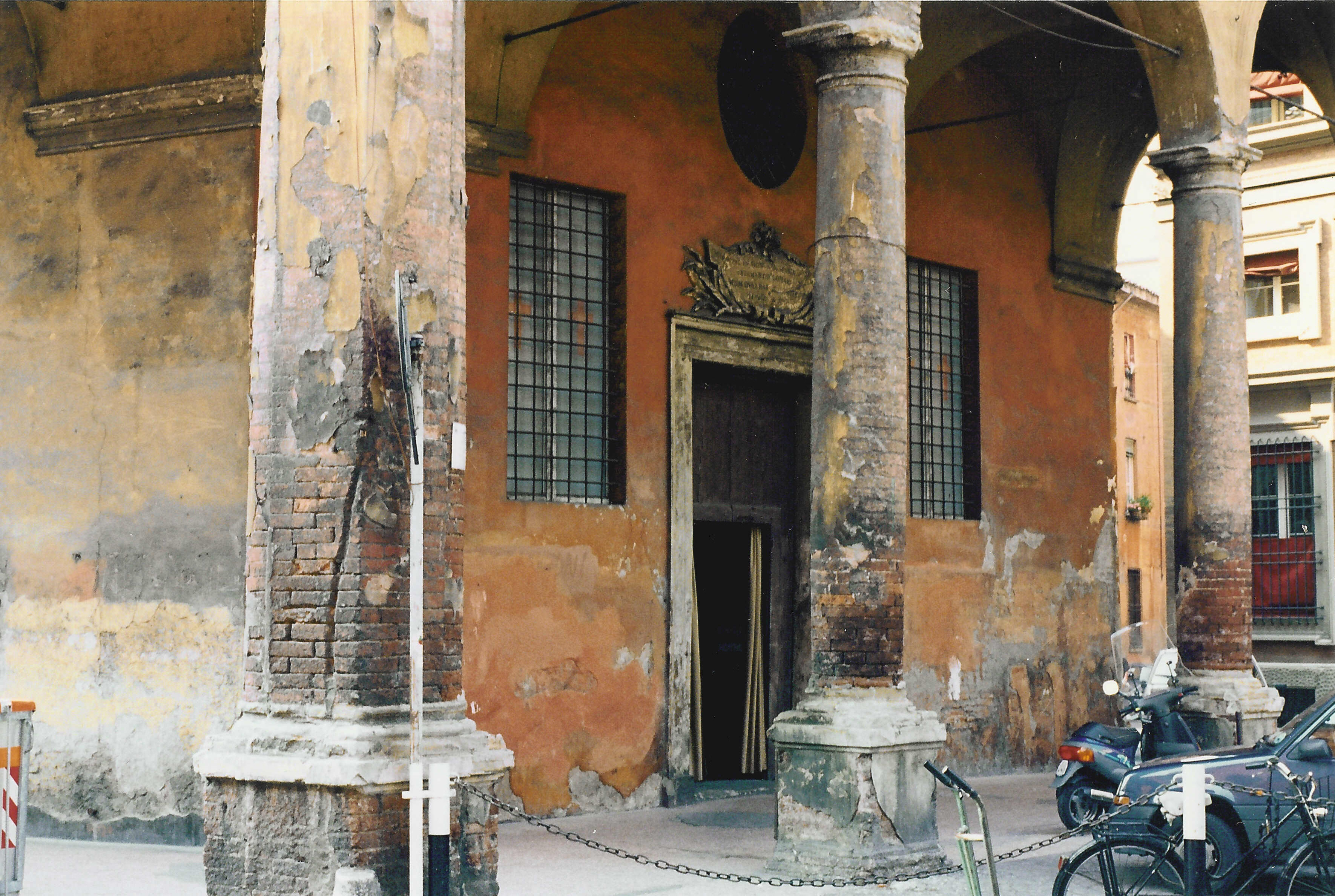
L'esterno della chiesa nel 1996, prima del restauro

La facciata è preceduta da un portico con tre arcate a tutto sesto sorrette da semplici colonne. La parte superiore, scandita da tre finestre, era destinata ad oratorio della Compagnia dei Mercanti. La facciata presentava una decorazione pittorica a finte architetture realizzata nel 1757 e quasi completamente scomparsa. Al centro, un grande orologio, collegato ad una piccola campana posta sul tetto, scandiva le ore.
L'interno è a navata unica coperta da volta a botte, con quattro piccole cappelle laterali. Nella prima cappella a sinistra è conservata l'Adorazione dei pastori attribuita ad Agostino Carracci, dipinto danneggiato da un incendio durante i bombardamenti della seconda guerra mondiale. Carracci sarebbe anche l'autore delle due figure di Profeti dipinte entro riquadri, nell'arco della cappella.
Nella prima cappella a destra è invece un interessante dipinto cinquecentesco con Madonna col Bambino in trono, fra le Sante Caterina e Lucia, attribuito a Lorenzo Sabatini o ad un suo allievo, Felice Pinariccio. Nel terzo altare di destra si conserva come reliquia la veste da infermiere appartenuta a San Camillo de Lellis.
Alla sinistra dell'altare maggiore, entro un vano quadrato, è collocata fin dal XVIII secolo la statua della Madonna della Provvidenza, di origine duecentesca e donata nel 1435 dal Senato bolognese.